# Hebden Bridge
Hebden Bridge es una ciudad de mercado  que forma parte de Hebden Royd en Yorkshire del Oeste, Inglaterra. Se encuentra en el Upper Calder Valley, a 13 kilómetros del oeste de Halifax y a 21 kilómetros del noreste de Rochdale, en la confluencia del río Calder y las aguas de Hebden.
En 2004, la sección del valle de Calder, que cubría Hebden Bridge, Old Town y parte de Todmorden, tenía una población de 11.549; la ciudad tiene en sí una población de aproximadamente 4,500.

## Historia

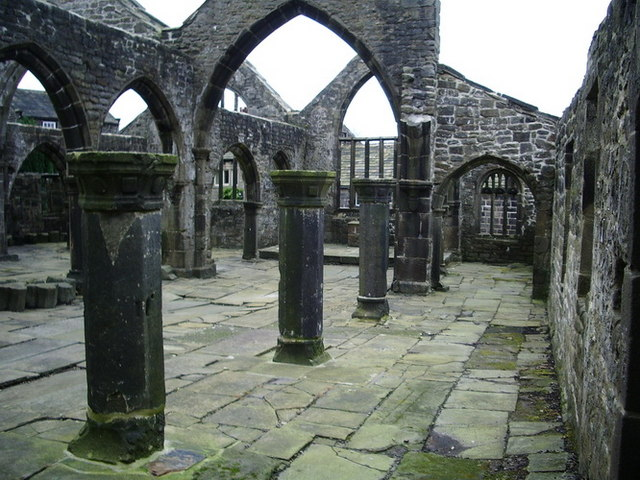
La iglesia antigua en ruinas de Heptonstall.

El asentamiento original era el pueblo de Heptonstall. Hebden Bridge (Heptenbryge) se inició como un asentamiento donde la ruta de Halifax a Burnley se introdujo en el valle y cruzó el río Hebden donde el viejo puente (de donde viene su nombre) se levanta.
Durante la Segunda Guerra Mundial, Hebden Bridge fue designada como "área de recepción" y recibió evacuados desde las ciudades industriales. Dos bombas cayeron sobre Calderdale durante la guerra, pero no fueron lanzadas como blanco; eran simplemente el vaciado de una carga de bomba.
El 6 de julio de 2003 se concedió a Hebden Bridge el estatus de Ciudad Justa. El 6 de julio de 2014, la Etapa 2 del Tour de Francia 2014, de York a Sheffield, pasó por la ciudad

## Geografía

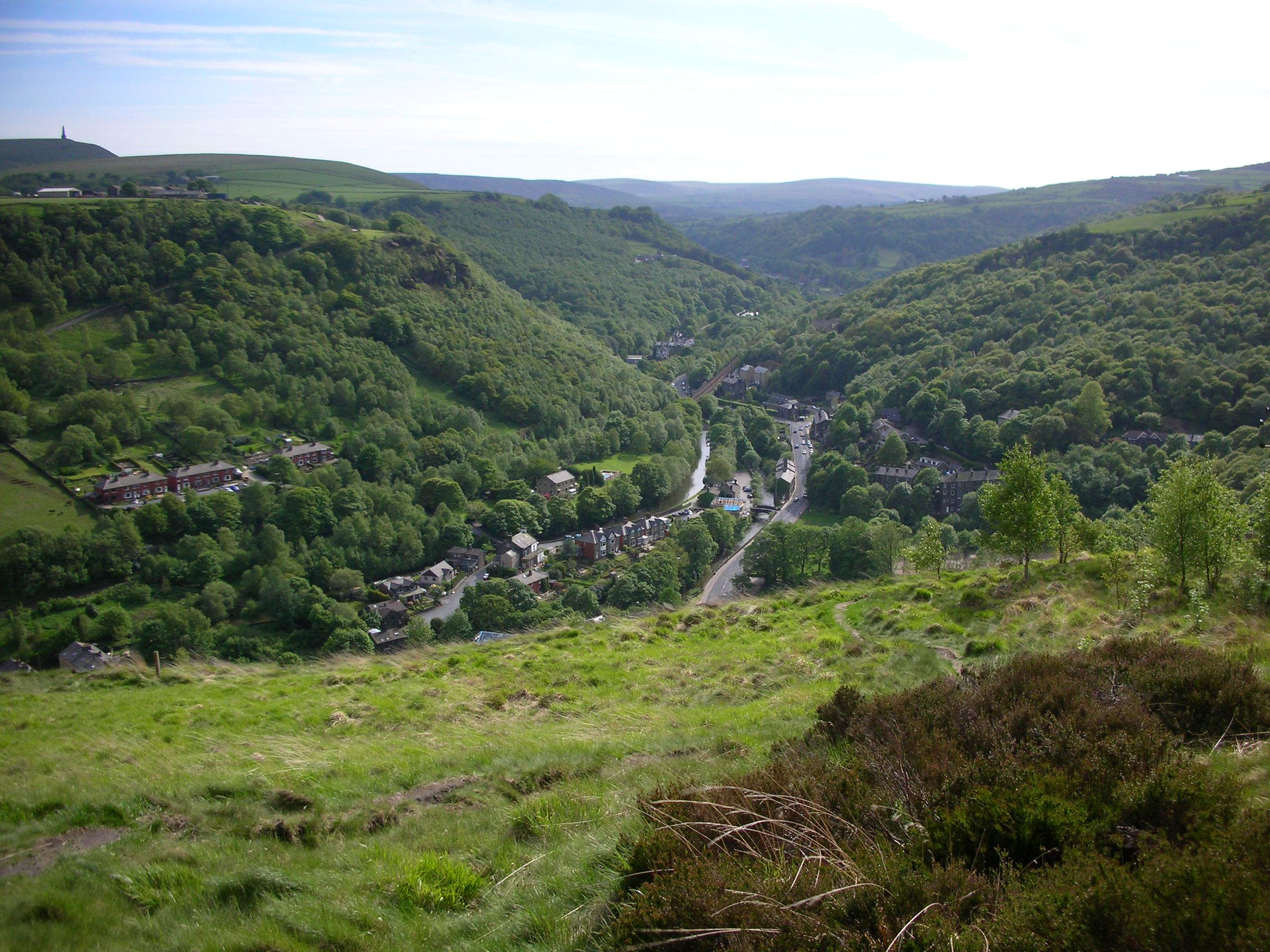
El Calder Valle alrededor de Hebden Bridge

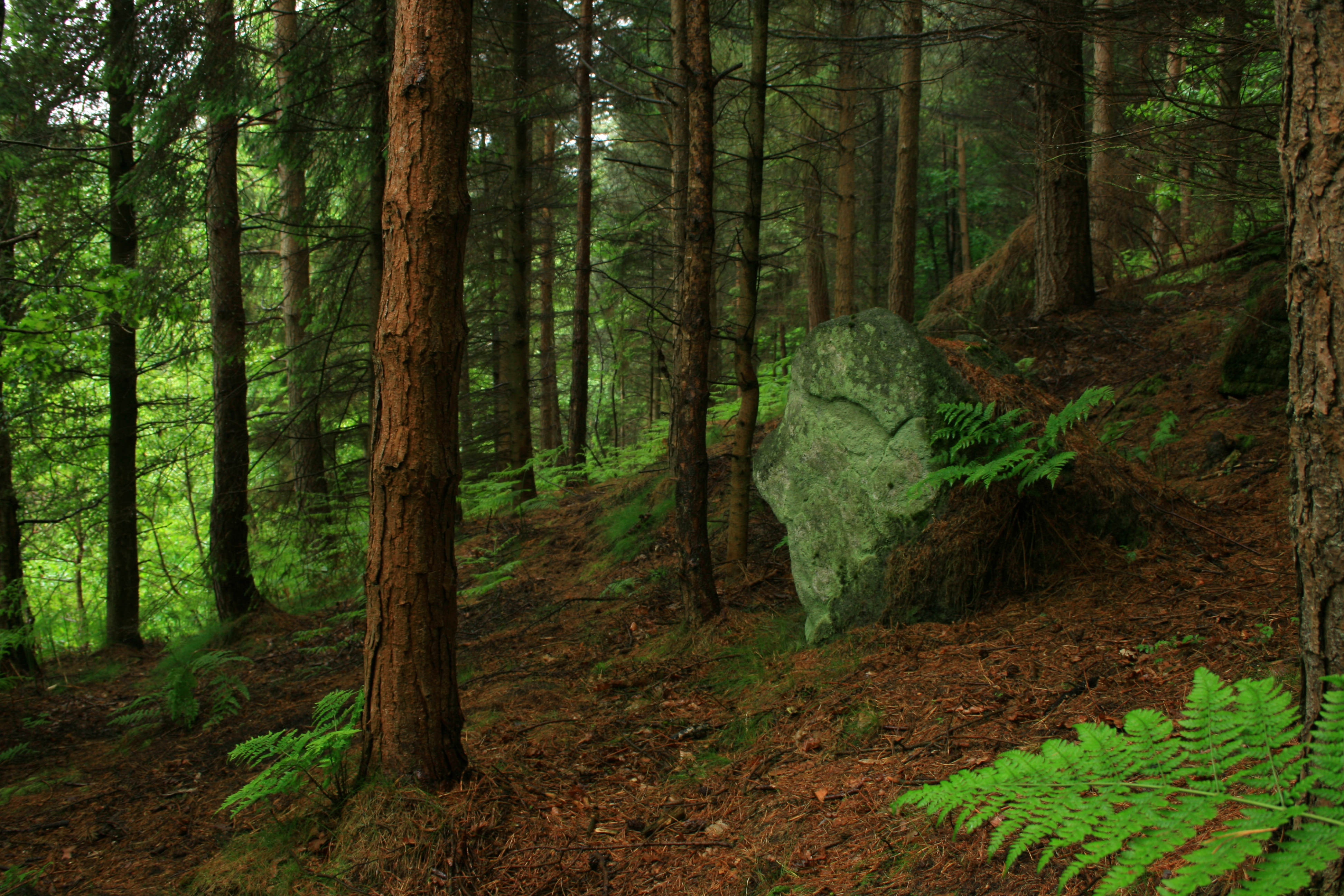
Hardcastle Crags cerca de Hebden Bridge, propiedad de la National Trust

Hebden Bridge se encuentra cerca de la Pennine Way y de Hardcastle Crags y es conocida para hacer actividades al aire libre como caminar, ir en bicicleta, escalar, etc. Se encuentra en el Rochdale Canal, una ruta a través de los Peninos.

## Personas notables
- Martin Parr, fotógrafo, vivió en Hebden Bridge desde 1975 hasta 1980.
- Edward Cronshaw, escultor, comenzó su carrera mientras estaba viviendo en Hebden Bridge.
- Bernard Ingham, Jefe de la Secretaría de Prensa de Margaret Thatcher, fue educado en el Hebden Bridge Grammar School.
- Ed Sheeran, cantante y compositor, nació en la ciudad pero se mudó a Suffolk cuando era pequeño.
- Paula Lane, actriz con papeles como Kylie Platt en Coronation Street, sigue siendo residente en la ciudad y también dirige una escuela de teatro allí.